# アメリカ疾病予防管理センター
アメリカ疾病予防管理センター（アメリカしっぺいよぼうかんりセンター、英: Centers for Disease Control and Prevention、略称: CDC）は、アメリカ合衆国のジョージア州アトランタにある保健福祉省所管の感染症対策の総合研究所。
公式の日本語訳は無く、本項の項目名の他にも米疾病対策センター・疾患予防管理センター・疾患対策予防センター・防疫センターなど、実に様々に呼ばれている。日本の厚生労働省や厚生労働省検疫所が発表している文章中でも訳語は統一されていない。CDCの発表している日本語文献中では専（）ら略称のCDCを用いている。本項では以下CDCで統一する。

## 概要
CDCは1946年に創設され、アメリカ国内・国外を問わず人々の健康と安全の保護を主導する立場にあるアメリカ合衆国連邦政府の機関である。健康に関する信頼できる情報の提供と、健康の増進が主目的である。結核など脅威となる疾病には国内外を問わず駆けつけ、調査・対策を講じる上で主導的な役割を果たしている。
本センターより勧告される文書は非常に多くの文献やデータの収集結果を元に作成・発表されるため、世界共通ルール（世界標準）と見なされるほどの影響力を持ち、実際に日本・イギリスなどでも参照・活用されている。未知のウイルスや感染症などを題材にした映画・小説に登場することが多い。
極端に致死率の高いバイオセーフティーレベル4（BSL-4）に対応できるのは、レベル4実験室（P4、BSL-4、PC4、MCLなどとも呼ばれる）だけで、CDCにあるものがそのひとつである。
エボラウイルスなどバイオハザードへの対策については世界中がCDCに依存している。また危険なウイルスの保存もしており、自然界で撲滅が確認された天然痘ウイルスを公式に保管している機関は、ここCDCとロシア国立ウイルス学・生物工学研究センターだけである。
ちなみにCDCでは生物兵器として利用される可能性が高い病原体のリスクの格付けを行っている。カテゴリーA、B、Cの3段階で評価されており、最も危険度・優先度の高いカテゴリーAの病原体として、エボラウイルスなどの出血熱ウイルス・天然痘ウイルス・炭疽菌・ペスト菌・ボツリヌス菌・野兎病菌を挙げている。
また、これらの疫病の媒介となる蚊などの害虫駆除の方法や規制についても詳細にわたり示している。
海外にも地域事務所を置いており、2024年2月現在、ブラジル、ジョージア、オマーン、ベトナム、日本に拠点がある。

## 組織

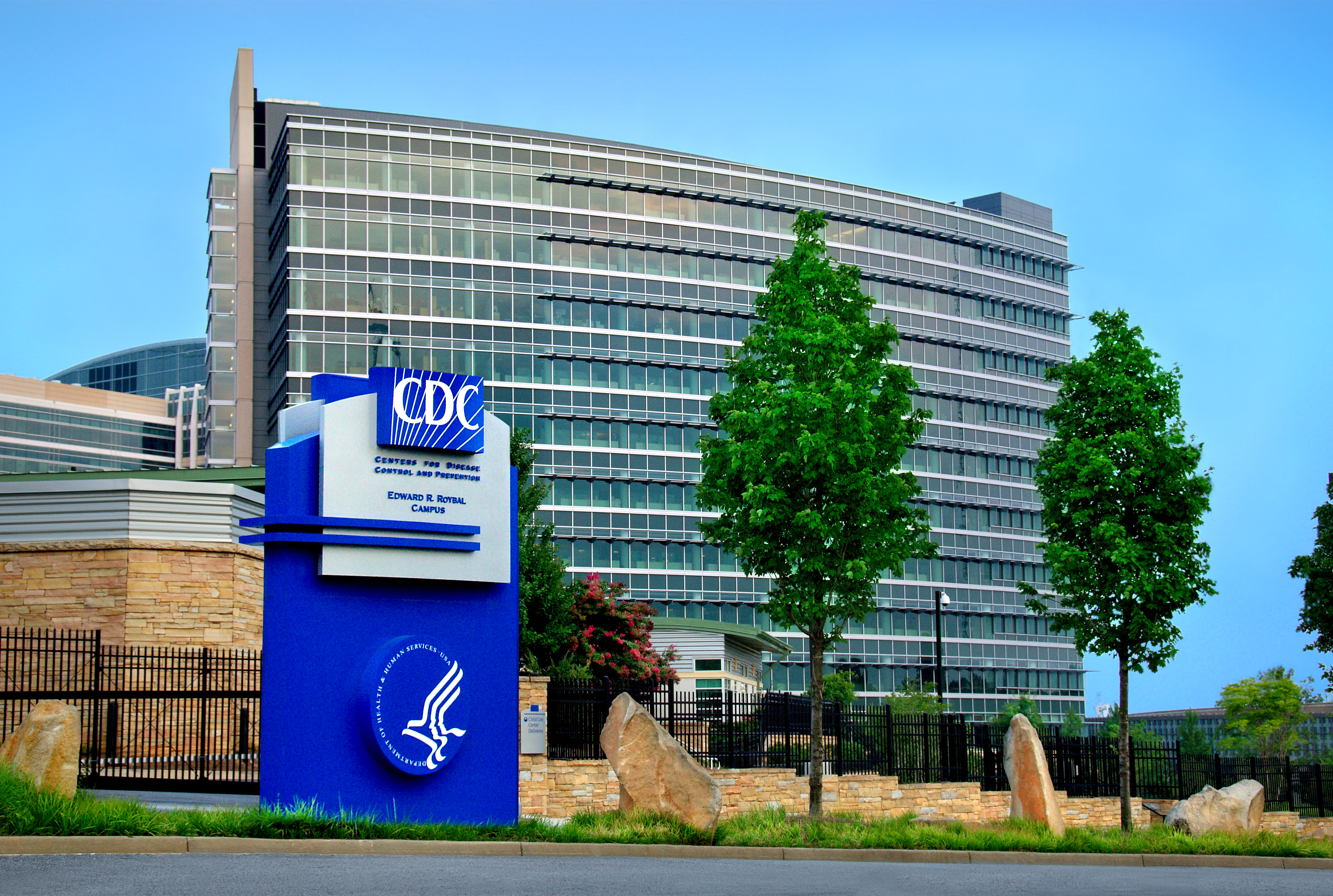
アトランタ本部

- 本部: アメリカ合衆国ジョージア州アトランタ（州都）、クリフトン・ロード
- 支部: ワシントンD.C.・コロラド州・ペンシルベニア州など合衆国各地及び諸外国
- 下部組織: 国立感染症センター (NCID)、国立ヒト免疫不全ウイルス・性感染症・結核予防センター (NCHSTP)、国立慢性疾患予防・健康増進センター (NCCDPHP)、国立労働安全衛生研究所 (NIOSH)、国立出生異常・発達障害センター (NCBDDD)、国立環境衛生センター (NCEH)、国立衛生統計センター (NCHS)、国立傷害予防管理センター (NCIPC)、国立予防接種プログラム (NIP)、疫学プログラム・オフィス (EPO)、公衆衛生実践プログラム・オフィス (PHPPO)、国立労働安全衛生研究所（NIOSH）

### 職員数
- 本部 約7,000人
- 支部 約8,500人
- 職種：医師（感染症専門医）、歯科医師、インフェクションコントロールドクター、薬剤師（感染制御専門薬剤師）、獣医師、看護師（感染症対策看護師）、臨床検査技師（感染制御認定臨床微生物検査技師）、診療放射線技師、臨床工学技士、歯科衛生士（感染管理歯科衛生士（感染制御歯科衛生士））、滅菌技士（第一種・第二種）、歯科技工士、農学者、生化学者、遺伝子学者、病理学者、法医学者、疫学者、気象学者、統計学者、理学者、微生物学者、細菌学者、事務職、プログラマ、官僚、軍人など多種多様

## CDCガイドライン
- 血管内カテーテル由来感染予防のためのCDCガイドライン
- 医療現場における手指衛生のためのCDCガイドライン
- MRSAとVREの院内伝播防止のためのSHEAガイドライン
- 医療保健施設における環境感染制御のためのCDCガイドライン
- 歯科医療現場における感染制御のためのCDCガイドライン
- う蝕予防のためのフッ化物の利用におけるCDCガイドライン[11]
- 医療ケア関連肺炎防止のためのCDCガイドライン
- サーベイランスのためのCDCガイドライン
- その他
  - 上記ガイドラインはメディカ出版より日本語訳が販売されている。

### 出版物
- Morbidity and Mortality Weekly Report (MMWR)（罹患率・死亡率週報）：CDCの広報誌で，新興感染症や法定伝染病などの感染拡大状況がいち早く掲載される．

## 情報サービス
CDCでは、CDC Newsroom、MMWR（Morbidity and Mortality Weekly Report）、Health Information for Travelers等の情報をメールマガジンやハイパーテキスト形式で配信している。
最新の治験・研究の情報やアメリカ合衆国各地で、どの疾病がどの程度発生しているかといった詳しい内容を迅速に知ることができる貴重な情報源であり、報道のニュースソースになっている。

## エピソード
2011年5月21日、当時アメリカ合衆国の一部で広まっていた「世界の終末が近い」というデマや噂に呼応して、公式ブログに「たとえ『ゾンビによる世界の終末』が来ようとも、備えることはできる」という防災アドバイスを、ユーモアを交えて掲載した。

## 登場作品
- リチャード・プレストン著『ホット・ゾーン』（上・下）飛鳥新社、1994年
- ダスティン・ホフマン主演『アウトブレイク』ワーナー・ブラザース映画（アメリカ）、1995年
- ミラ・ソルヴィノ主演『ミミック』ミラマックス映画（アメリカ）、1997年
- マット・デイモン、ジュート・ロウ出演『コンテイジョン』ワーナー・ブラザース映画（アメリカ）、2011年
- テレビドラマ『24 -TWENTY FOUR-』 Season7 20世紀FOX(アメリカ)、2009年
- テレビドラマ 『ウォーキング・デッド』20世紀FOX(アメリカ)、2010年
- テレビドラマ 『CSI:NY』CBS(アメリカ) 第5シリーズ2話「死者の書」、2008年
- テレビドラマ『スコーピオン』CBS(アメリカ)シーズン1第2話「バイオハッカー」、2014年
- 髙橋美由紀著 漫画『9番目のムサシ』 - 第1シリーズの「DUTY14：LEVEL4」
- 『科捜研の女』第7シリーズ File.1のセリフの一部に名称、2006年
- 『相棒』Season7 第8話「レベル4〜前篇」にセリフの一部で名称
- 『インハンド』 - 紐倉哲や入谷廻、フューチャージーンCEOの福山が5年前に勤めていた研究機関として登場（原作ではUSAMRIIDに紐倉や入谷は勤めていた）。
- テレビドラマ 『HELIX_-黒い遺伝子-』Syfy(アメリカ)、2014年〜
- テレビドラマ『ザ・ラストシップ』ターナー・ネットワーク・テレビジョン（アメリカ）2014年~
- ボードゲーム『パンデミック』Z-Man Games、2008年の説明書には「アトランタ」はCDCの本拠地があるとの説明が本文中にある[注釈 2]。また、ゲームの開始もアトランタからである。
- 漫画『ゴルゴ13』「カリブの人喰い菌」 - セリフの一部で名称が登場
- 漫画『EIGHTH』 - 改変されたH5N1が行方不明になったことでCDCとエイス研が協力する